# كريس كلارك (لاعب كرة قدم مواليد 1984)
كريس كلارك (بالإنجليزية: Chris Clark)‏ هو لاعب كرة قدم بريطاني في مركز الوسط، ولد في 9 يونيو 1984 في شوريهام في المملكة المتحدة. لعب مع ستوك سيتي ونادي بورتسموث.

## وصلات خارجية
- كريس كلارك (لاعب كرة قدم مواليد 1984) على موقع قاعدة بيانات كرة القدم.إي يو (الإنجليزية)
- كريس كلارك (لاعب كرة قدم مواليد 1984) على موقع Soccerbase.com (لاعب) (الإنجليزية)